# Васіл Грівна
Васіл Грівна (1958) — чеський і словацький дипломат. Надзвичайний і Повноважний Посол Словаччини в Києві.

## Біографія
Народився у 1958 році у Празі. У 1982 закінчив Київський державний університет ім. Тараса Шевченка, факультет міжнародних відносин і міжнародного права, за фахом — міжнародні економічні відносини; Володіє українською, російською, англійською мовами.
З 1982 по 1984 — референт з комерційних питань фірми ЕХІСО;
З 1984 по 1990 — співробітник МЗС Чехословаччини;
З 1990 по 1992 — третій секретар Посольства Чехословаччини в РФ;
З 1992 — член місії ОБСЄ в Україні з питань моніторингу;
З 1992 по 1994 — третій секретар посольства Словацької Республіки в Росії;
З 1995 — начальник відділу МЗС Словацької Республіки з питань розвитку відносин з країнами СНД, країнами колишньої Югославії та Албанії, член міжурядових комісій з торгово-економічного та науково-технічного співробітництва Словацької Республіки з Російською Федерацією, Хорватією та Союзною Республікою Югославією;
З 1999 по 2005 — Надзвичайний і Повноважний Посол Словаччини в Києві (Україна).
Генеральний директор секції зовнішніх зв'язків Міністерства закордонних справ Словацької Республіки.

## Нагороди та відзнаки
- Орден «За заслуги» ІІІ ступеня (2009)[2]